# Municipio de Bruner
El municipio de Bruner (en inglés: Bruner Township) es un municipio ubicado en el condado de Christian en el estado estadounidense de Misuri. En el año 2010 tenía una población de 948 habitantes y una densidad poblacional de 11,77 personas por km².

## Geografía
El municipio de Bruner se encuentra ubicado en las coordenadas 36°59′55″N 92°58′7″O / 36.99861, -92.96861. Según la Oficina del Censo de los Estados Unidos, el municipio tiene una superficie total de 80.51 km², de la cual 80,39 km² corresponden a tierra firme y (0,16 %) 0,13 km² es agua.

## Demografía
Según el censo de 2010, había 948 personas residiendo en el municipio de Bruner. La densidad de población era de 11,77 hab./km². De los 948 habitantes, el municipio de Bruner estaba compuesto por el 96,2 % blancos, el 1,37 % eran amerindios, el 0,32 % eran asiáticos, el 0,32 % eran isleños del Pacífico, el 0,11 % eran de otras razas y el 1,69 % eran de una mezcla de razas. Del total de la población el 1,27 % eran hispanos o latinos de cualquier raza.